# Agora Estou Sofrendo
"Agora Estou Sofrendo" é a primeira faixa do décimo álbum da banda brasileira de forró eletrônico Calcinha Preta, intitulado A Gente Se Vê Lá, lançado no ano de 2003.

## Informações gerais
A canção, interpretada pelo vocalista Daniel Diau, é uma versão de "Bleeding Heart", da banda brasileira de power metal Angra, que por sua vez, faz parte do EP "Hunters and Prey". A versão teve assinatura autorizada dos compositores originais, diferente de outras versões de músicas do Angra.
Em janeiro de 2020, Edu Falaschi fez uma improvável parceria com a Calcinha Preta, representada por Daniel Diau, em show no Teatro Santa Isabel, no Recife, durante a turnê Moonlight Celebration.

## Regravações
- Em 2003, no DVD Ao vivo em Salvador, interpretada por Daniel Diau;[5]
- Em 2013, no álbum Calcinha Preta Premium, desta vez sendo interpretada por Dennis Nogueira;[6]
- Em 2020, no audiovisual CP 25 Anos, com a participação especial de Gusttavo Lima;[7]
- Em 2023, no audiovisual Atemporal, com a participação especial de Edu Falaschi;[8]